# Nissan Skyline GT-R LM
Chronologie des modèles (1995 - 1996)
Nissan R92CP Nissan R390 GT1
La Nissan Skyline GT-R LM est une LM GT1 développée par Nissan. Elle a participé à plusieurs compétitions d'endurance comme les 24 Heures du Mans.

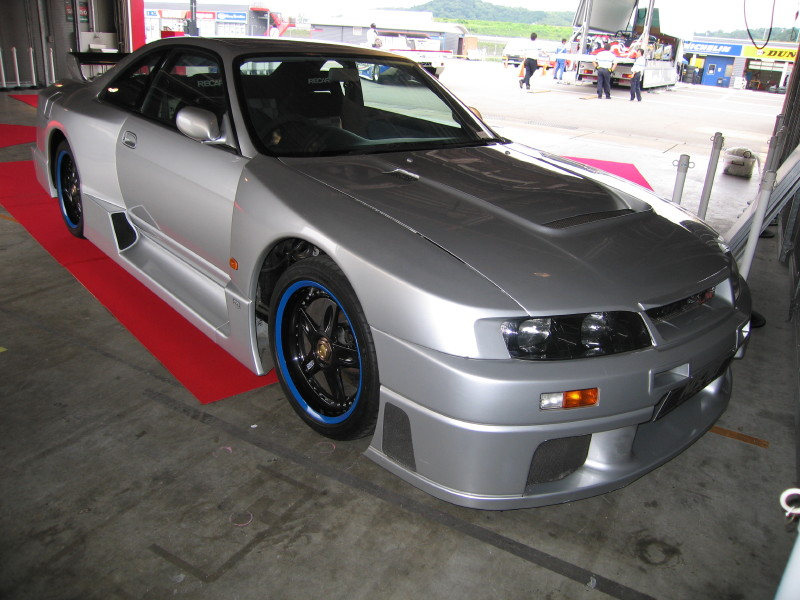
La GT-R LM homologuée

Basée sur la Nissan Skyline GT-R (R33), la version LM devait avoir un homologue de série pour courir en LM GT1. Elle devait également disposer d'une transmission arrière, contrairement au modèle de série qui disposait d'une transmission intégrale. Nismo, le préparateur de Nissan conçut alors un unique exemplaire homologué correspondant aux contraintes imposées par l'ACO, la Nissan Skyline GT-R LM (road car). À partir de là, rien de plus simple que d'effectuer les modifications nécessaires à l'engagement en LM GT1, puisque le modèle de série avait déjà été conçu en vue de rouler au Mans. La Nissan Skyline GT-R LM était née. La version routière a été produite à 1 exemplaire, conservée précieusement par Nissan DNA Garage en Angleterre, où elle bénéficie d’une équipe d’ingénieurs qui la bichonne en gants blancs !